# Ламадрид
Ламадрид (исп. Lamadrid) — малый город в Мексике, штат Коауила, входит в состав одноимённого муниципалитета и является его административным центром. Численность населения, по данным переписи 2020 года, составила 1743 человека.

## Общие сведения
Поселение было основано как ранчо, получило название Ранчо-Нуэво и вошло в состав муниципалитета Сакраменто. Позднее оно выросло в посёлок и получило название Эль-Росарио.
В 1891 году в посёлке была построена церковь Богородицы Росарийской.
12 мая 1912 года губернатор Венустиано Карранса постановил, что поселение должно получить статус вилья, и быть переименовано в Ламадрид, в честь Франсиско Ламадрида, мексиканского военного, который в 1862 году сражался вместе с генералом Игнасио Сарагосой в битве при Пуэбле.

## Фотографии

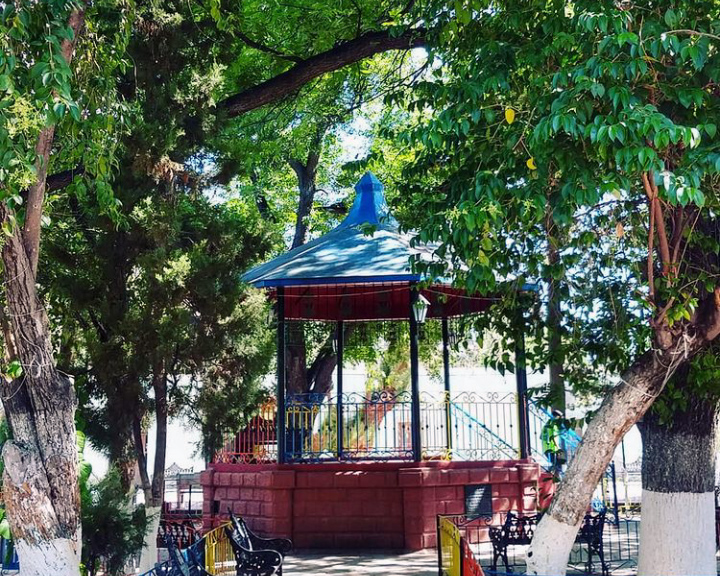
Беседка в центральном парке
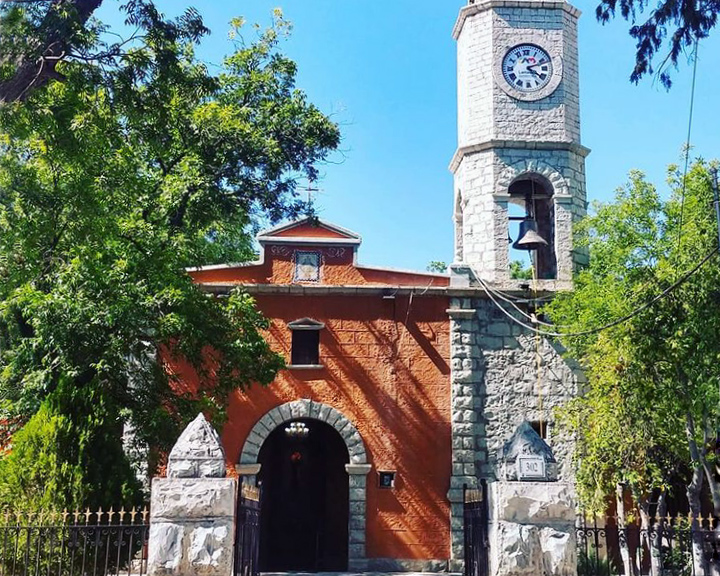
Церковь, построенная в 1891 году